# Castello di Norwich

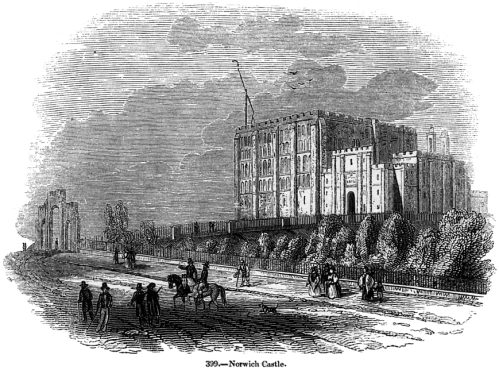
Il castello di Norwich nel 1845.

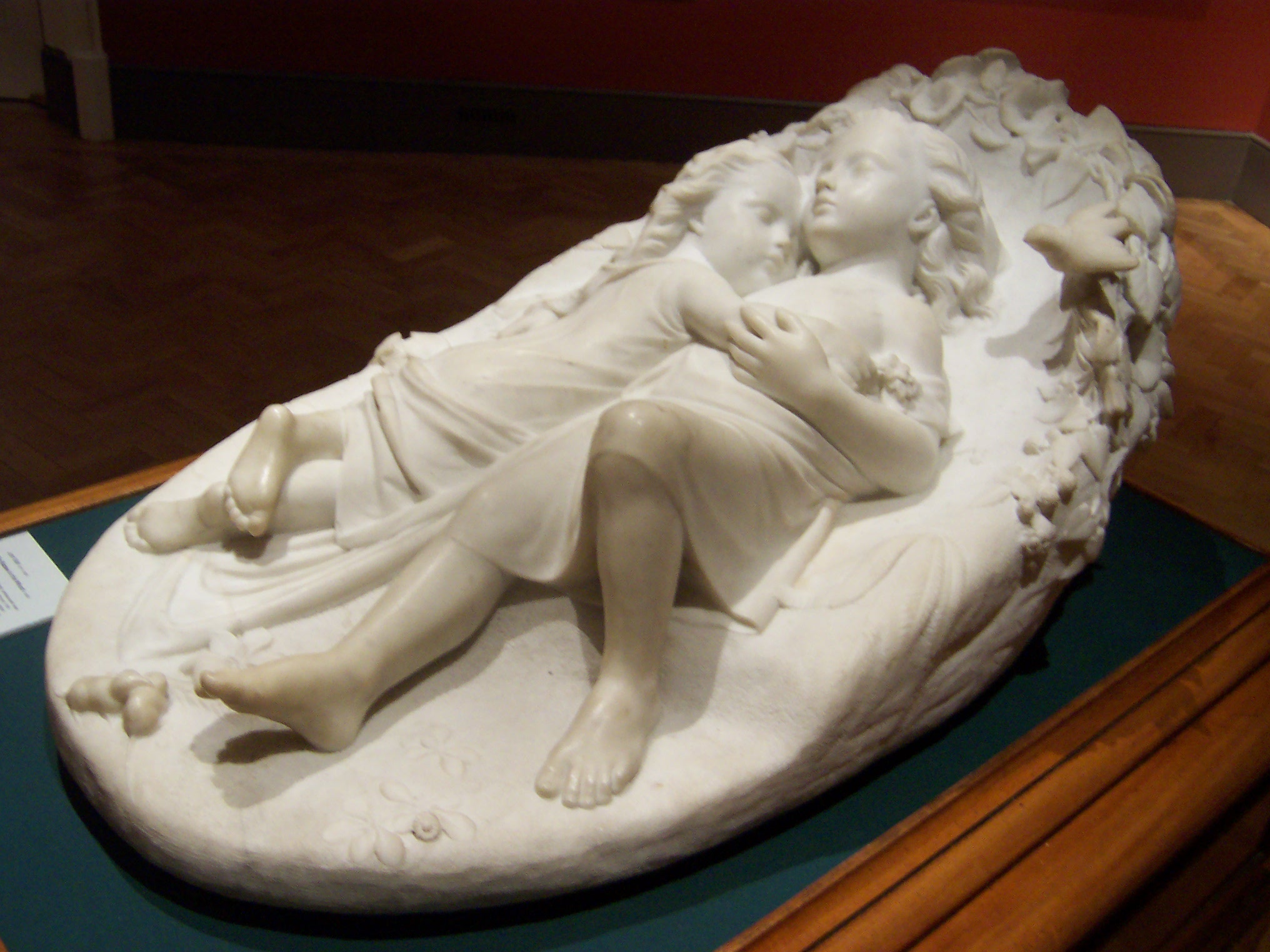
Scultura all'interno del castello.

Il castello di Norwich (in inglese Norwich Castle) è un castello fortificato della città inglese di Norwich, nel Norfolk (Inghilterra centro-orientale), eretto tra il 1066 e il 1075, per volere di Guglielmo il Conquistatore, rifatto in pietra intorno al 1130-1160. e quasi interamente ricostruito tra il 1834 e il 1839.
Considerato uno dei migliori esempi di architettura normanna, fu per 650 anni adibito a prigione e fu espugnato più volte nel corso della sua storia.

Dal 1894 ospita un museo con annessa una galleria d'arte.

## Ubicazione
Il castello si trova in pieno centro cittadino, ad est di Market Square.

## Storia
La roccaforte originaria, realizzata in legno, fu fatta costruire nell'XI secolo da Guglielmo il Conquistatore per esser adibita a palazzo reale: i Normanni costrinsero la locale popolazione sassone, da loro sottomessa, ad erigere una collinetta alta una ventina di metri, che doveva essere circondata da un fossato asciutto.
Fu ricostruita in pietra nel XII secolo da Enrico I d'Inghilterra.
Nel XIII secolo furono aggiunte le torri cilindriche e una cancellata in pietra.
Durante il regno di Enrico III d'Inghilterra, il castello fu espugnato dal delfino di Francia Luigi.
Tra il 1707 e il 1709, furono spese 1.200 sterline per restaurare il mastio.
Un'ampia opera di restauro degli interni e degli esterni fu intrapresa da Anthony Salvin a partire dal 1824/1834.
Nel 1884, il castello fu acquisito dalla Norwich Corporation, che intraprese ulteriori opere di restauro.

Fu la stessa associazione ad adibire gli interni del mastio, dove un tempo trovava posto la prigione, a museo.

## Punti d'interesse

### Mastio
Il mastio è l'unica parte che ha conservato la struttura originale dell'epoca normanna.

Le mura furono tuttavia rifatte in pietra di Bath nel 1834.

#### Castle Museum
Il Norwich Castle Museum, inaugurato nel 1894, ospita una vasta collezione storica, che comprende reperti appartenuti agli Iceni, agli Anglosassoni e ai Vichinghi.

Vi è inoltre una sezione dedicata all'Antico Egitto, una dedicata all'epoca romana, ecc.
Anche se non permanentemente esposta una delle collezioni principali del museo è quella di farfalle di Margaret Fountaine che comprende 22.000 esemplari.
Vi è inoltre annessa una galleria d'arte, tra cui la più grande collezione di dipinti della Scuola di Norwich (XVIII-XIX secolo), che ha tra i suoi maggiori esponenti John Crome e J. Sell Cotman.